# 路易·康

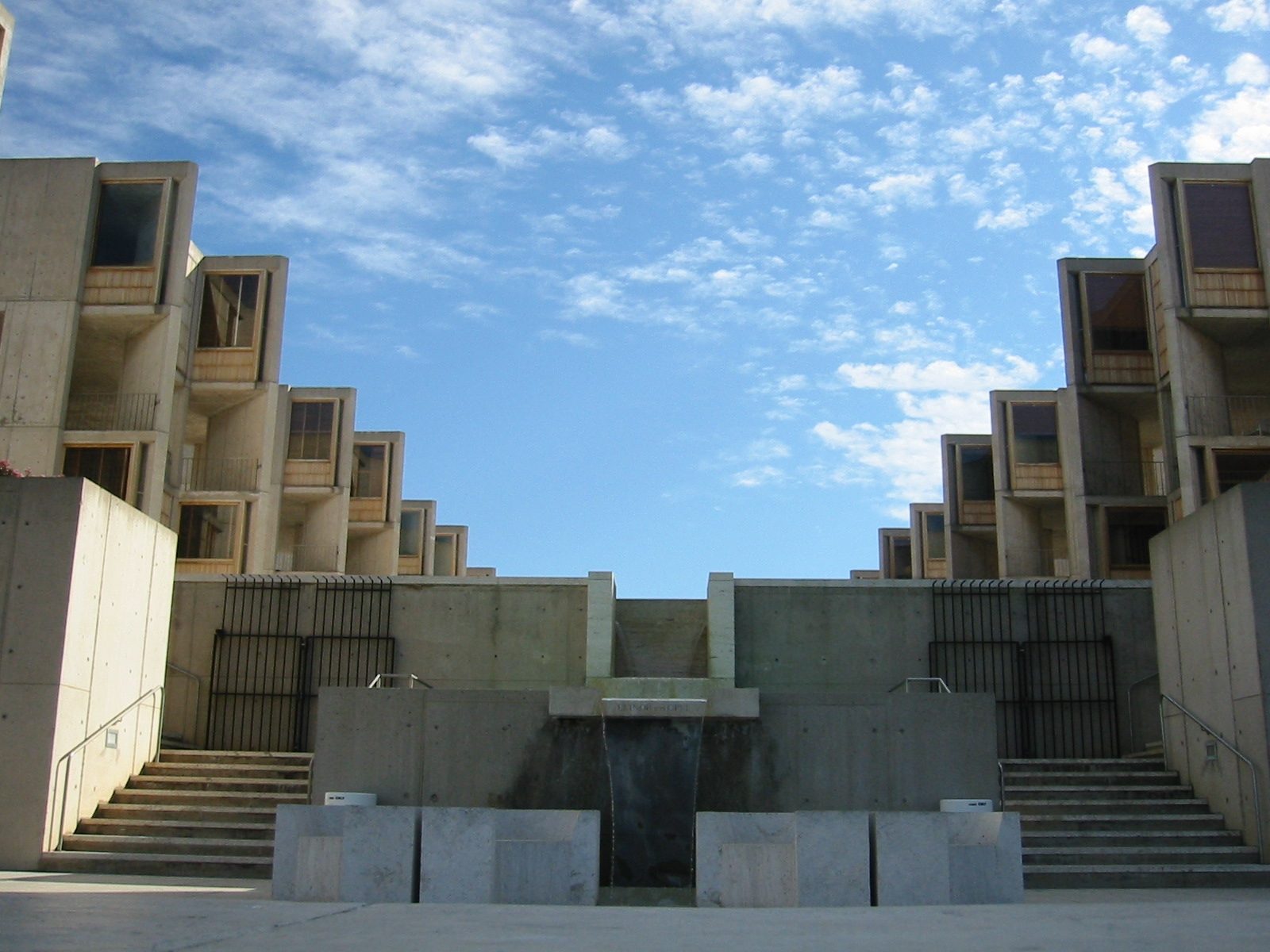
Salk Institute, La Jolla

路易·伊撒多·卡恩（英語：Louis Isadore Kahn，1901年2月20日—1974年3月14日），原名伊特茲-萊布·施繆洛夫斯基（Itze-Leib Schmuilowsky），爱沙尼亚裔犹太人美国建筑师、建筑教育家。他出生于沙俄時期的爱沙尼亚庫雷薩雷。1905年，举家移民美国。他在费城长大，1914年5月15日成为美国公民。在宾夕法尼亚州几家公司工作后，他于1935年建立了自己的工作室。从1947年到1957年，在继续他的私人业务的同时，他在耶鲁大学担任设计评论和建筑学教授。从1957年直到去世，他担任宾夕法尼亚大学建筑学教授。康的设计风格深受古代遗迹影响，倾向于宏伟庞大。他的作品被认为是超越了现代主义的不朽杰作。

## 生平

### 早期生活
路易·康出生于爱沙尼亚派尔努的一个贫苦犹太家庭，在库雷萨雷度过他的幼年。1906年其父擔心可能會被徵召軍隊，於是決定舉家移民美国。

### 职业生涯
路易·康在宾夕法尼亚大学受到强调绘画的巴黎美院派的教育。1924年修完建筑学学士后，康在城市建筑师约翰·摩立特的工作室担任高级绘图员。在这里，他参与了1926一百五十年纪念博览会的设计。

## 重要作品

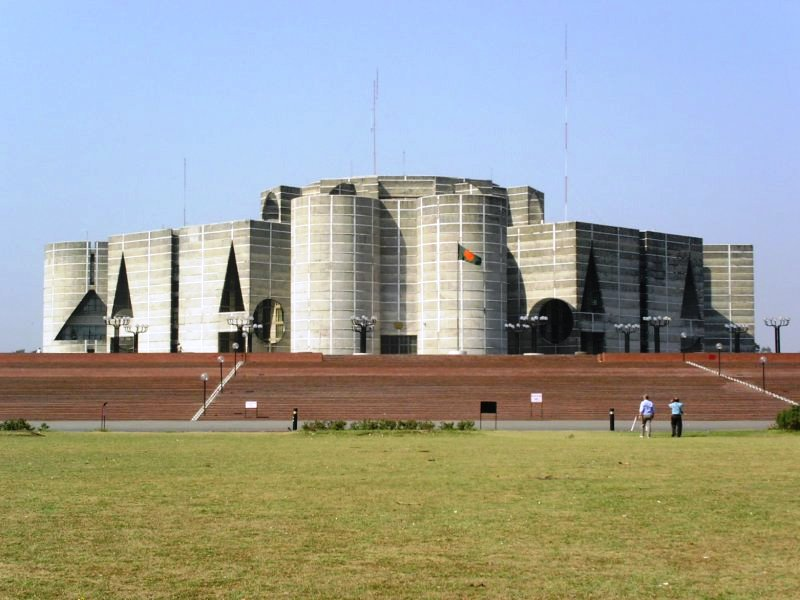
孟加拉国达卡国民议会厅

- 耶鲁大学美术馆（1951-1953年），路易·康第一个重要的作品，采用了许多技术创新，如带有机械系统的水泥板，此外该建筑采用了突出于耶鲁大学的新哥特式建筑文脉的粗野主义风格。
- 賓夕法尼亞大學理查德医学研究中心（1957年-1965年），路易·康说：“你所能设计出来的任何空间都无法满足这里的要求，我想他们想要的只是一个供人思考的角落，用一句话来说就是用一个小格子来代替一大堆大空间”
- 加利福尼亚拉霍亚索尔克生物研究所（1959年-1965年）他一生最重要，也是最满意的一个作品
- 孟加拉国首都达卡综合工程，达卡（耗时23年，身后完成）
- 菲利普斯埃克塞特學院圖書館（1965-1971年）
- 金贝尔美术馆（1969-1974年）
- 耶鲁大学英国美术馆（1969-1974年）